# ドクター・ティースとエレクトリック・メイヘム
ドクター・ティースとエレクトリック・メイヘムもしくはエレクトリック・メイヘム（Dr. Teeth and the Electric Mayhem, the Electric Mayhem）は、人形劇番組『マペット・ショー』のパイロットで1975年にデビューした架空のロックバンドである。
エレクトリック・メイヘムは、マペット・ショーのハウスバンドであり、実在するロック・ミュージシャンやジャズ・パフォーマーのような個性と外観を持っている。メイヘムの6人組は、様々なマペットの映画やテレビスペシャルに出演し、数々の楽曲をカバーしてきた。
このグループは、1975年の『The Muppet Show: Sex and Violence』 (マペット・ショーのパイロット版)でデビュー。ドクター・ティースとアニマルのデザインはジム・ヘンソン、ズートのデザインはボニー・エリックソン、後のメンバーはマイケル・K・フリースがデザインした。

## ディスコグラフィ

### 楽曲
| 年   | タイトル                          | アーティスト                                                                                     | アルバム                                          |
| ---- | --------------------------------- | ------------------------------------------------------------------------------------------------ | ------------------------------------------------- |
| 1979 | "Can You Picture That?"           |                                                                                                  | マペットの夢みるハリウッド                        |
| 1979 | "Sweet Tooth Jam"                 |                                                                                                  | アルバム未収録                                    |
| 1979 | "Little Saint Nick"               | ジョン・デンバー                                                                                 | John Denver and the Muppets: A Christmas Together |
| 1981 | "Night Life"                      |                                                                                                  | マペットの大冒険/宝石泥棒をつかまえろ!            |
| 1984 | "Saying Goodbye"                  | ミス・ピギー カーミット スクーター ゴンゾ カミラ フロイド・ペッパー フォジー ロルフ マペッツたち | マペットめざせブロードウェイ!                     |
| 1984 | "You Can't Take No For Answer"    |                                                                                                  | マペットめざせブロードウェイ!                     |
| 1987 | "Jingle Bell Rock"                |                                                                                                  | A Muppet Family Christmas                         |
| 1990 | "Rockin' All Around the World"    | クリフォード                                                                                     | The Muppets at Walt Disney World                  |
| 1992 | "Fozziwig's Party"                |                                                                                                  | マペットのクリスマス・キャロル                    |
| 2001 | "Far Away From You"               |                                                                                                  | アルバム未収録                                    |
| 2005 | "Tenderly"                        |                                                                                                  | マペットのオズの魔法使い                          |
| 2005 | "Nap Time"                        |                                                                                                  | マペットのオズの魔法使い                          |
| 2005 | "The Witch Is in the House"       | ミス・ピギー                                                                                     | マペットのオズの魔法使い                          |
| 2006 | "The Man with the Bag"            |                                                                                                  | The Muppets: A Green and Red Christmas            |
| 2006 | "Run, Run Rudolph"                |                                                                                                  | The Muppets: A Green and Red Christmas            |
| 2006 | "'Zat You, Santa Claus?"          |                                                                                                  | The Muppets: A Green and Red Christmas            |
| 2011 | "Pictures in My Head"             |                                                                                                  | ザ・マペッツ                                      |
| 2011 | "Welcome Back"                    |                                                                                                  | ザ・マペッツ                                      |
| 2015 | "Jungle Boogie"                   | サム・イーグル                                                                                   | アルバム未収録                                    |
| 2015 | "Kodachrome"                      |                                                                                                  | アルバム未収録                                    |
| 2016 | "You Are the Sunshine of My Life" | ジャック・ホワイト                                                                               | アルバム未収録                                    |
| 2016 | "Home"                            |                                                                                                  | Outside Lands 2016                                |
| 2016 | "Home"                            |                                                                                                  | The Hollywood Bowl                                |
| 2021 | "Dancing in the Moonlight"        |                                                                                                  | マペットのホーンテッドマンション                  |
| 2021 | "Mr. Blue Sky"                    |                                                                                                  | アルバム未収録                                    |
| 2023 | "Rock On"                         |                                                                                                  | ザ・マペッツ・メイヘム                            |
| 2023 | "Can You Picture That?"           |                                                                                                  | ザ・マペッツ・メイヘム                            |

## 主なメンバー

### メンバー

#### ドクター・ティース (Dr. Teeth)
操演 - ジム・ヘンソン (1975年–1990年)、ジョン・ケネディ (1991年–2003年)、ビル・バレッタ (2005年 – )
日本語吹き替え - 内海賢二（マペット・ショー）、福沢良（マペットの夢みるハリウッド〈LD版〉）、不明（マペットめざせブロードウェイ!〈CBS/FOXビデオ版〉）、水野龍司（ゴンゾ宇宙に帰るからザ・マペッツまで）、白熊寛嗣（マペット・ベビー) 、武田太一（マペット大集合!） 、多田野曜平（マペットのホーンテッドマンション以降）
エレクトリック・メイヘムのリードシンガー、キーボード担当。緑色の肌と赤色の毛、そして金色の歯をしている。

#### アニマル
操演 - フランク・オズ(1975年–2000年)、エリック・ジェイコブソン(2002年 – )
日本語吹き替え - 緑川稔（マペット・ショー）、不明（マペットの夢みるハリウッド〈LD版〉）、緒方賢一（マペットめざせブロードウェイ!〈CBS/FOXビデオ版〉、マペット放送局以降）、安西正弘（マペットのクリスマス・キャロル）、不明（マペットの宝島）、水野龍司（マペットのメリー・クリスマス）、河本邦弘（マペット・ベビー）、宮崎敦吉（マペット大集合!）
エレクトリック・メイヘムのドラマー。

#### フロイド・ペッパー
操演 - ジェリー・ネルソン(1975年 – 2003年; 2008年)、ジョン・ケネディ(2005年 – 2006年)、マット・ヴォーゲル(2008年 – )
日本語吹き替え - 北村弘一（マペット・ショー）、不明（マペットの夢みるハリウッド〈LD版〉）、不明（マペットめざせブロードウェイ!〈CBS/FOXビデオ版〉）、立木文彦（マペットの宝島）、水野龍司（ゴンゾ宇宙に帰る、マペットめざせブロードウェイ!〈ソニー・ピクチャーズ版〉）、落合弘治（マペットのオズの魔法使い以降）
ピンクの体と長方形の甜色の髪をしたベーシスト兼バック・シンガー。

#### ジャニス
操演 - フラン・ブリル(1975年 – 1976年)、ジョン・ラブレディ (1975年)、エレン・オズカー(1976年)、リチャード・ハント(1975年、1977年 – 1991年)、マット・ヴォーゲル(2000年)、ケビン・クラッシュ(2001年)、ブライアン・ヘンソン(2002年 – 2003年) 、タイラー・バンチ(2005年 – 2008年)、デヴィッド・ラッドマン(2008年 – )
日本語吹き替え - 丸山裕子（マペット・ショー、マペットの夢みるハリウッド〈LD版〉）、不明（マペットめざせブロードウェイ!〈CBS/FOXビデオ版〉）、不明（マペットめざせブロードウェイ!〈ソニー・ピクチャーズ版〉）、石野竜三（マペットのメリー・クリスマス以降) 、越後屋コースケ（マペット大集合!）
フラワー・チャイルドな性格を持ったギタリスト兼バックアップ・シンガー。ブロンドの髪、大きなまつ毛と唇、ターコイズの宝石と羽が付いた茶色の帽子を被っている。マペット・ショーの第1シーズンにズートとペアで参加したが、第2シーズンが始まった時にフロイド・ペッパーとペアになった。

#### ズート
操演 - デーヴ・ゲルツ(1975年 - )
日本語吹き替え - 田中崇（マペット・ショー）、野沢那智（マペットの夢みるハリウッド〈LD版〉）、不明（マペットめざせブロードウェイ!〈CBS/FOXビデオ版〉）、不明（マペットの宝島）、小形満（マペットのオズの魔法使い以降）
茶褐色で頭のはげたサックス奏者で、サングラスとフェルト帽をかぶっている。

#### リップス
操演 - スティーヴ・ホイットマイア(1980年 – 2016年)、ピーター・リンツ(2017年 – )
日本語吹き替え - 落合弘治
黄色い髪をしたトランペット奏者。マペット・ショーの最終シーズンでエレクトリック メイヘムに参加。

### 元メンバー

#### クリフォード
操演 - ケビン・クラッシュ
日本語吹き替え - 落合弘治（マペット放送局、ゴンゾ宇宙に帰る、マペットのオズの魔法使い）
1990年、パーカッショニスト担当としてエレクトリック・メイヘムのメンバーになった。

#### ジム
操演 - ジム・ヘンソン
日本語吹き替え - なし
マペット・ショーのパイロット・エピソードに登場したバンジョー奏者。